# 贝尔纳德·迪茨
贝尔纳德·迪茨（德語：Bernard Dietz，1948年3月22日—），德国男子足球运动员，场上位置是后卫。他曾代表西德参加1978年国际足联世界杯。他也曾参加1976年和1980年欧洲足球锦标赛。